# Zastava Venezuele
Zastava Venezuele potječe iz 1811. Tada su usvojeje tri glavne boje ove zastave: žuta, plava i crvena i raspoređene kao tri horizanalne pruge. Zvijezde i grb su dodani kasnije.
Žuta boja na zastavi predstavlja bogatstvo, plava hrabrost a crvena nezavisnost od Španjolske. 
U 19. stoljeću na zastavu su dodane 7 zvjezdica koje su predstavljale pokrajine Venezuele: Barcelona, Barinas, Caracas, Cumaná, Margarita, Mérida i Trujillo, sve ujedinjene u ratu za nezavisnost. 20. studenog 1817. na zastavu je stavljena i 8. zvjezdica kao simbol novo-oslobođene provincije Guayana. 
1954. usvojene su i mornarska i civilna zastava koje u gornjem desnom uglu imaju grb. Na grbu se nalazi konj u galopu, a 2006. njegov smjer trčanja je promijenjen.